# روبرت شابمان
روبرت شابمان (28 يوليو 1972 - ) (بالإنجليزية: Robert Chapman)‏ هو لاعب كريكت بريطاني.

## وصلات خارجية
- روبرت شابمان على موقع إي آس بي آن كريك إنفو (الإنجليزية)